# Blepharicera asiatica
Blepharicera asiatica är en tvåvingeart som först beskrevs av Brodskij 1930.  Blepharicera asiatica ingår i släktet Blepharicera och familjen Blephariceridae. Inga underarter finns listade i Catalogue of Life.